# Brachiolia obscurana
Brachiolia obscurana is een vlinder uit de familie bladrollers (Tortricidae). De wetenschappelijke naam voor deze soort is voor het eerst geldig gepubliceerd in 1966 door Razowski.
De soort komt voor in tropisch Afrika.